# Pallavolo ai XVII Giochi centramericani e caraibici
La pallavolo ai XVII Giochi centramericani e caraibici si è disputata durante la XVII edizione dei Giochi centramericani e caraibici, che si è svolta a Ponce, in Porto Rico, nel 1993.

## Podi
| Evento                         | Oro  | Argento    | Bronzo    |
| Pallavolo maschile (dettagli)  | Cuba | Porto Rico | Venezuela |
| Pallavolo femminile (dettagli) | Cuba | Messico    | Venezuela |